# Oldentrup
Oldentrup ist ein Stadtteil der Stadt Bielefeld im nordöstlichen Stadtbezirk Heepen. Bis 1972 war Oldentrup eine eigenständige Gemeinde im Amt Heepen des Kreises Bielefeld.

## Geografie
Die Stadt Bielefeld ist unterhalb der zehn Bezirke nicht weiter in administrative oder politische Einheiten gegliedert. Stadtteile sind in Bielefeld daher nur informelle Teilgebiete, deren Abgrenzung sich meist auf das Gebiet einer Altgemeinde bezieht. Zu statistischen Zwecken ist Bielefeld jedoch in 72 „statistische Bezirke“ eingeteilt. Die Altgemeinde Oldentrup entspricht dabei in etwa dem statistischen Bezirk 58 Oldentrup, der heute in etwa die Grenzen des informellen Stadtteils Oldentrup definiert.

## Geschichte
Der Ortsname Oldentrup hat im Niederdeutschen die Bedeutung „Altes Dorf“. Oldentrup gehörte ursprünglich zur Vogtei Heepen im Amt Sparrenberg der Grafschaft Ravensberg, dann in der Franzosenzeit zum Kanton Heepen des Königreichs Westphalen und schließlich im Kreis Bielefeld zum Amt Heepen. Auch kirchlich gehörte der Ort seit jeher zum evangelischen Kirchspiel Heepen, bis nach dem Zweiten Weltkrieg eine eigene Kirchengemeinde gegründet wurde. Oldentrup hatte ursprünglich einen rein ländlichen Charakter und entwickelte sich im 20. Jahrhundert zu einer Industriegemeinde. 1904 erhielt der Ort mit einem Haltepunkt an der Bahnstrecke Bielefeld–Hameln Anschluss an das Eisenbahnnetz. Am 30. Oktober 1971 wurde der Oldentruper Park eingeweiht. Im Rahmen der kommunalen Neugliederung des Raums Bielefeld wurde Oldentrup am 1. Januar 1973 nach Bielefeld eingemeindet und dem Stadtbezirk Heepen zugeordnet.

### Einwohnerentwicklung
| Jahr | Einwohner | Quelle |
| ---- | --------- | ------ |
| 1799 | 0657      | [ 3 ]  |
| 1811 | 0870      | [ 4 ]  |
| 1843 | 0939      | [ 5 ]  |
| 1864 | 0824      | [ 6 ]  |
| 1910 | 1046      | [ 7 ]  |
| 1939 | 1318      | [ 8 ]  |
| 1950 | 1729      | [ 9 ]  |
| 1961 | 2403      | [ 2 ]  |
| 1966 | 2565      | [ 10 ] |
| 1970 | 2800      | [ 2 ]  |
| 1972 | 3166      | [ 11 ] |
| 2008 | 4434      | [ 12 ] |
| 2019 | 4711      | [ 13 ] |
| 2022 | 4695      | [ 14 ] |
| 2024 | 5115      | [ 15 ] |

## Sehenswürdigkeiten
Der Oldentruper Park an der Oldentruper Straße/Ecke Spannbrink bietet mit seinen zirka 27.400 Quadratmetern neben einem Kinderspielplatz einem Bolzplatz sowie einem Ententeich genügend Platz zum Joggen und Spazieren. Außerdem findet dort jedes Jahr das Oldentruper Parkfest statt.
Zu den ältesten Höfen Oldentrups gehört der einstige Sattelmeierhof Obermeyer zu Ditzen an der Hillegosser/Ecke Bechterdisser Straße. Das inschriftlich 1661 datierte Haupthaus ist noch mit altertümlichen Kopfbändern versehen. Zu der noch gut erhaltenen Gesamtanlage gehört eine große Torscheune.

## Wirtschaft
Martin Reuther und Werner Schetelich gründeten 1952 in Oldentrup die Union Werkzeugmaschinenfabrik, die 1960 erweitert wurde und bis 1994 Fräsmaschinen produzierte. Heute in Oldentrup ansässig sind unter anderem der Textilverlag JAB Anstoetz, der Polstermöbelhersteller BW Bielefelder Werkstätten, der Werkzeugmaschinenhersteller Droop+Rein sowie die Firmen Schüco Solar-Systeme, Torwegge (Räder und Förderelemente) und A. Viktor Wehling (Zeitschriftengroßvertrieb).
Außerdem ist das Paketzentrum 33 der Deutschen Post in Oldentrup angesiedelt.
Des Weiteren ist die Bundesanstalt Technisches Hilfswerk an der Friedrich-Hagemann-Str. mit dem Ortsverband Bielefeld, sowie der Regionalstelle Bielefeld vertreten.

## Verkehr

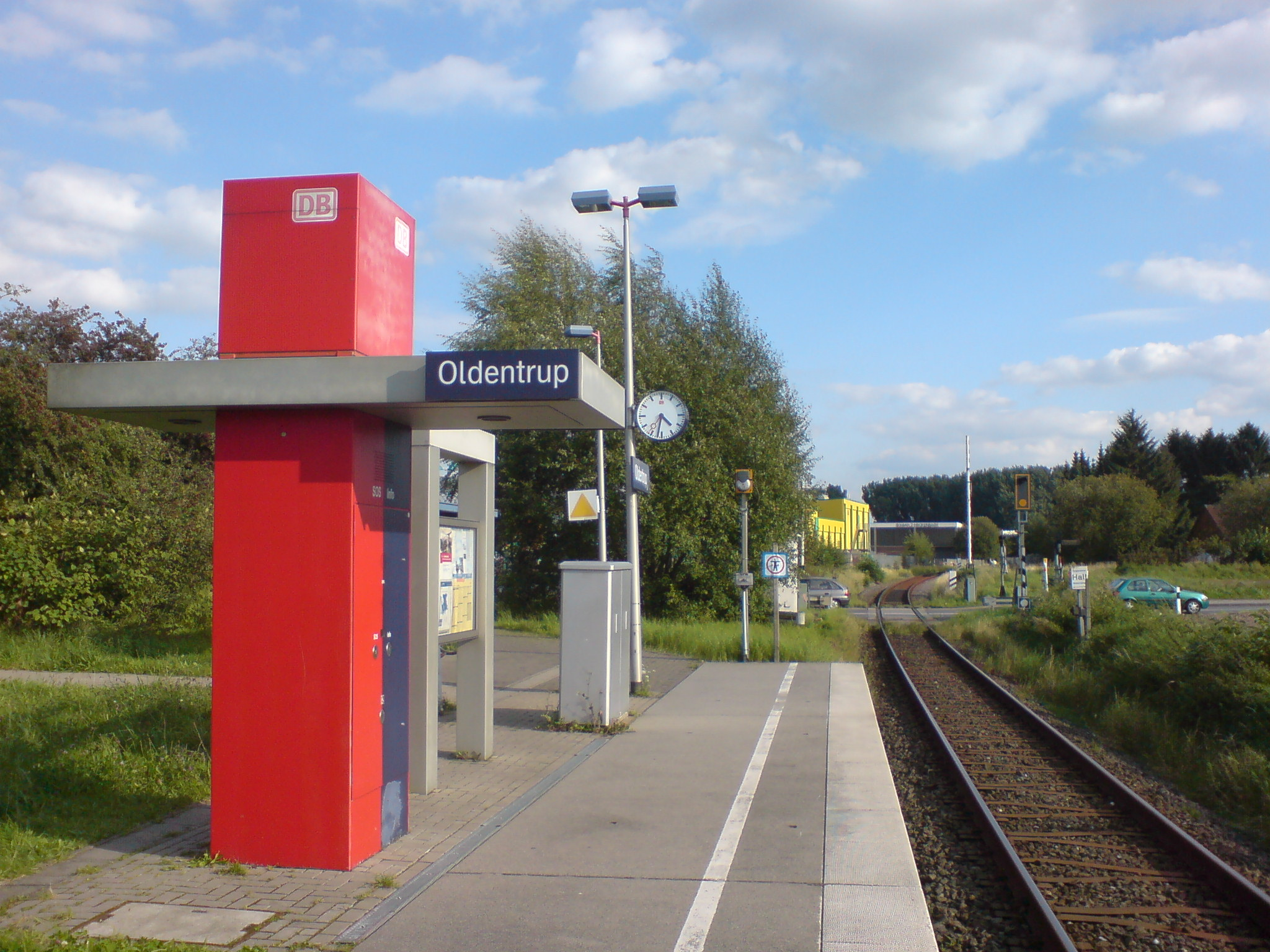
Haltepunkt Oldentrup

Oldentrup verfügt über einen Haltepunkt an der Bahnstrecke Bielefeld–Lemgo. Auf dieser Strecke betreibt die Eurobahn im Stundentakt die Regionalbahnlinie 73 „Der Lipperländer“. Mehrere Buslinien verbinden Oldentrup mit den umliegenden Ortsteilen von Bielefeld sowie mit der Endhaltestelle Stieghorst der Linie 4 der Stadtbahn Bielefeld.
Die Oldentruper Straße stellt die Straßenverbindung zum Bielefelder Stadtzentrum her. Am östlichen Ortsrand von Oldentrup verläuft der Ostring. Diese wichtige Bielefelder Tangentialverbindung beginnt im Süden an der B 66 im Ortsteil Hillegossen, führt dann an Oldentrup und Heepen vorbei und geht schließlich in die Eckendorfer Straße über, die ins Bielefelder Stadtzentrum führt.